# Roger Tomlinson
Roger F. Tomlinson (17 de noviembre de 1933, Cambridge, Inglaterra − 9 de febrero  de 2014, San Miguel de Allende, México) fue un geógrafo inglés residente en Canadá y principal artífice de los modernos Sistemas de Información Geográfica (SIG) computarizados. Está considerado a nivel mundial como «el padre de los SIG» y fue miembro de la Orden de Canadá, el más alto honor que puede recibir un civil en su país.

## Biografía
Antes de asistir a la universidad sirvió en la Royal Air Force entre 1951 y 1954 como piloto y oficial de vuelo. Después de su servicio militar, Roger Tomlinson estudió en la Universidad de Nottingham y la Universidad de Acadia en dos grados distintos de licenciatura en Geografía y Geología, respectivamente. Obtuvo una maestría en Geografía por la Universidad McGill, donde se especializó en la geomorfología glaciar de la península del Labrador. Su tesis doctoral en la University College de Londres se tituló Aplicación de métodos de computación electrónica y técnicas para el almacenamiento, elaboración y evaluación de datos cartográficos.
Tomlinson trabajaría como profesor adjunto en Acadia, gerente de la división de mapas por ordenador de Spartan Air Services en Ottawa, Ontario (tras sus estudios en la McGill), para pasar a trabajar para el Gobierno de Canadá, primero como consultor y más tarde como director de sistemas de planificación regional con el Departamento de Silvicultura y Desarrollo Rural.
Fue durante su mandato con el gobierno federal en la década de 1960 en que Roger Tomlinson planificó y dirigió el desarrollo del Sistema de Información Geográfica de Canadá, el primer SIG computarizado del mundo.
Desde la década de 1970 hasta la actualidad, Tomlinson ha trabajado en consultoría e investigación geográfica para una gran variedad de empresas y organismos del sector privado y la administración pública, así como organizaciones sin ánimo de lucro, en gran parte a través de su empresa con sede en Ottawa (Tomlinson Associates Ltd.), la cual tiene sucursales con geógrafos consultores en Canadá, Estados Unidos y Australia.
Fue presidente de la International Geographical Union GIS Commission durante 12 años y pionero en los conceptos de disponibilidad de datos geográficos mundiales como presidente de la IGU Global Database Planning Project en 1988. Asimismo fue expresidente de la Asociación Canadiense de Geógrafos, siendo honrado por los servicios a la profesión.

## Galardones
La Asociación de Geógrafos Americanos de los Estados Unidos le concedió la Medalla de Honor de Geografía Aplicada James Anderson R. en 1995 y fue el primer beneficiario del Premio a la Carrera Distinguida Aangeenbrug Robert T. en 2005.
Roger F. Tomlinson es miembro honorario de la Royal Geographical Society y ganador de su Premio Murchison por el Desarrollo de Sistemas de Información Geográfica. En 1996 fue galardonado con el GIS World Lifetime Achievement Award a una vida de estudio y trabajo con Sistemas de Información Geográfica, y fue el primer beneficiario del ESRI Lifetime Achievement Award en 1997.
Más recientemente fue nombrado miembro de la University College de Londres y recibió el doctorado honoris causa en Ciencias de la Universidad de Nottingham, la Universidad de Acadia y de la Universidad de McGill. Fue galardonado con la Medalla de Oro de la Royal Geographical Society de Canadá y laureado con la Orden de Canadá por el Gobernador General de este país por "cambiar la cara de la geografía como disciplina".